# Студія Лева
Спільне українсько-канадське підприємство "Студія Лева"  — український музичний лейбл, видавець і студія звукозапису.
Студія звукозапису заснована 1990 року, керівник Ігор Критович. Проводила запис і випуск CD та аудіокасет, здійснювала підтримку концертних заходів та випуск радіопрограм. У середині 1990-х була найкращою за обладнанням студією звукозапису України, на якій записувався майже весь український шоу-бізнес.
Студія співпрацювала за такими колективами і виконавцями, як Скрябін, Плач Єремії, Пікардійська Терція, Брати Гадюкіни, театр "Не журись!" Таїсія Повалій, Павло Дворський, дует Інеса Братущик та Орест Хома, Ірчик зі Львова, Оксана Мочерад, Гарік Кричевський, Руслана Лижичко, Павло Зібров, Оксана Білозір, Віктор Морозов, оркестр INSO-Львів, Західно-український симфонічний оркестр, хорова капела „Дударик”, камерний квартет Класик-Модерн, Василь Жданкін, Адріана, Зоряна Скірко, Ольга Юнакова, Василь Левицький, Олена Корнєєва, DесьПоруч, Файно, Конгрес та інші.
На Студії Лева працювали звукорежисери  Володимир Критович, Олександр Ксенофонтов, Андрій П’ятаков, Роман Лозинський, Ярослав Босий, Олег Мишловський, Володимир Сватенко. Співпрацювали композитори і аранжувальники Олександр Албул, Андрій Мільчук, Богдан Дашак, Юрій Саєнко, Ігор Перчук.
На студії була створена радіопрограма "Хіт-парад Студії Лева", яка транслювалась в ефірі радіо Промінь та інших радіостанцій України впродовж двох років. Це був перший хіт-парад в історії українського шоу-бізнесу.  Ведучими програм були Віктор Морозов і Стефко Оробець.
2009 року припинила існування.

## Дискографія
| № п/п | Виконавець                                        | Назва (Формат)                                                        | Рік     |
|       | Анжеліка Коршинська                               | Сходинка У Рай (Album)                                                | Unknown |
|       | Ансамбль "Львівське Ретро"                        | Знову у Львові ‎ (Cass, Album)                                         | Unknown |
|       | Брати Гадюкіни                                    | Всьо Чотко (Cass, Album)                                              | Unknown |
|       | Various                                           | Від Вуха До Вуха ‎ (Cass)                                              | Unknown |
|       | З. Філіпчук                                       | Парт-Рок ‎ (Cass)                                                      | Unknown |
|       | Ніна Матвієнко, Тріо "Золоті Ключі" / Едуард Драч | Ніна Матвієнко. Тріо "Золоті Ключі" / Едуард Драч (Cass, Comp)        | 1990    |
|       | Віка                                              | Львівський Стеб ‎ (Cass, Album)                                        | 1992    |
|       | Леонід Репета , Рок-група "NZ"                    | Діти Вулиць ‎ (Cass, Album)                                            | 1993    |
|       | Віталій Сачок                                     | Піковий Туз (Cass, Album)                                             | 1993    |
|       | Скрябін                                           | Мова Риб (Album)                                                      | 1993    |
|       | NZ, Leon Repeta                                   | Rockom Croosh! ‎ (CD, Album)                                           | 1994    |
|       | Плач Єремії                                       | Най Буде Все Як Є… (Album)                                            | 1995    |
|       | Раптовий Напад                                    | No Way Out (Cass, Album)                                              | 1995    |
|       | Піккардійська Терція                              | Піккардійська Терція ( Cass, Album)                                   | 1996    |
|       | Василь Жданкін                                    | Б'ють Пороги ‎ (Cass, Album)                                           | 1996    |
|       | Не журись!                                        | Повіяв Вітер Степовий (Стрілецькі Пісні) ‎ (Cass, Album)               | 1996    |
|       | Не журись!                                        | Картотека Пана Базя (Cass, Album)                                     | 1996    |
|       | +GG+                                              | Правдиве Обличчя ( Cass, Album)                                       | 1996    |
|       | Леонід Репета                                     | Льонька Емігрант ‎ (Cass, Album)                                       | 1996    |
|       | Various                                           | Марія - Фестиваль Української Популярної Музики ‎ (Cass, Comp)         | 1996    |
|       | Леся Бонківська                                   | Ноктюрн для сина (Cass, Album)                                        | 1996    |
|       | Віка                                              | Цимбалами ‎ (Cass, Album)                                              | 1996    |
|       | Інеса Братущик та Орест Хома                      | Таємниця ‎ (Cass, Album)                                               | 1996    |
|       | Андрій Миколайчук                                 | Піду втоплюся ‎ (Cass, Album)                                          | 1996    |
|       | Андрій Миколайчук                                 | Бензобаки ‎ (Cass, Album)                                              | 1996    |
|       | Віталій Сачок                                     | Шутки Долі ‎ (Cass, Album)                                             | 1996    |
|       | Інеса Братущик , Орест Хома                       | Три Дороги ‎ (Cass, Album)                                             | 1996    |
|       | Оля Юнакова                                       | Пліч-о-пліч (Cass)                                                    | 1996    |
|       | Брати Гадюкіни                                    | Всьо Чотко ‎ (Cass, Album)                                             | 1997    |
|       | Окрема Територія                                  | Обряд Розрізання Яблука ‎ (Cass, Album)                                | 1997    |
|       | Інеса Братущик                                    | Ти до мене не ходи ‎ (Cass, Album)                                     | 1997    |
|       | Оксана Мочерад                                    | Прошу ‎ (Cass, Album)                                                  | 1997    |
|       | Various                                           | Хіт-Парад "Студії Лева" Випуск I - Найкращі Записи Студії Лева (Cass) | 1997    |
|       | Various                                           | Традиційне Кобзарство України (Cass)                                  | 1997    |
|       | Степ                                              | Ти Не Пожалкуєш ‎ (Cass, Album)                                        | 1997    |
|       | Табула Раса                                       | Прогулянка в Паленці ‎ (Cass, Album, RE)                               | 1997    |
|       | Various                                           | Весілля, Весілля ‎ (Cass, Comp)                                        | 1998    |
|       | гурт "Шляпи"*                                     | Від зорі до зірі ‎ (CD, Cass, Album)                                   | 1998    |
|       | Мертвий Півень                                    | Шабадабада ‎ (CD, Album)                                               | 1998    |
|       | Скрябін                                           | Мова Риб ‎ (Cass, Album, RE)                                           | 1999    |
|       | Конгрес                                           | Егоїсти ‎ (CD, Album, Unofficial)                                      | 1999    |
|       | Nikita (27)                                       | Хамелеон ‎ (CD, Album)                                                 | 2001    |
|       | Вогні Великого Міста                              | Вони говорять ‎ (CD, Album)                                            | 2001    |
|       | Плач Єремії                                       | Як Я спала на сені... ‎ (Cass, MiniAlbum)                              | 2002    |
|       | Анна-Марія                                        | Рок Легенди України (CD, Comp, Sli)                                   | 2003    |
|       | Гурт Олега Кульчицького                           | Багато літа (з нагоди 15-річчя) ‎ (CD, Album)                          | 2003    |
|       | Ю.Саєнко                                          | Квіти У Росі. Фантазії На Теми Пісень І. Білозіра (CD, Album)         | 2005    |
|       | Юрко Цвєтков                                      | Відлітаю ‎ (CD, Album)                                                 | 2006    |
|       | Нота                                              | Разом з тобою ‎ (CD, Album, Enh)                                       | 2007    |
|       | Інкунабула                                        | Небачане ‎ (CD, Album, Enh)                                            | 2007    |
|       | Віктор Павлик, гурт Анна-Марія                    | Ти подобаєшся мені ‎ (2xCD, Comp)                                      | 2012    |